# 백만장자와 결혼하는 법
《백만장자와 결혼하는 법》(영어: How to Marry a Millionaire)은 1953년 개봉한 미국의 로맨틱 코미디 영화이다. 진 네글레스코가 감독을, 누널리 존슨이 각본을 맡았다. 조이 아킨스의 연극 The Greeks Had a Word for It 과 데일 윤슨 그리고 캐서린 앨버트의 연극 Loco 가 영화의 원작이다.

## 출연

### 주연
- 마릴린 먼로
- 베티 그레이블
- 로렌 바콜

### 조연
- 데이비드 웨인
- 로리 칼혼
- 캐머런 미첼
- 알렉산더 달시
- 프레드 클락

## 기타
- 원작자: 조 앳킨스
- 원작자: 데일 윤슨
- 의상: 찰스 르 마리
- 의상: 트라빌라